# باول لويس (معلم موسيقى)
باول لويس (بالإنجليزية: Paul Lewis)‏ هو معلم موسيقى وعازف بيانو بريطاني، ولد في 20 مايو 1972 في ليفربول في المملكة المتحدة.

## وصلات خارجية
- بول لويس على موقع ميوزك برينز (الإنجليزية)
- بول لويس على موقع أول ميوزيك (الإنجليزية)
- بول لويس على موقع ديسكوغز (الإنجليزية)